# Isarachnactis brevis
Isarachnactis brevis är en korallart som beskrevs av Enrica Calabresi 1928. Isarachnactis brevis ingår i släktet Isarachnactis och familjen Arachnactidae. Inga underarter finns listade i Catalogue of Life.